# Nove Livros de Feitos e Dizeres Memoráveis
Nove Livros de Feitos e Dizeres Memoráveis (em latim: Factorum ac dictorum memorabilium libri IX ou De factis dictisque memorabilibus ou Facta et dicta memorabilia) de Valério Máximo (c. 20 a.C. – 50 d.C.) foi escrito c. 30 ou 31. É uma coleção de aproximadas 1 000 historietas que Valério escreveu durante o reinado de Tibério (r. 14–37), ilustrando virtudes e vícios. Enquanto a maioria dessas histórias abordam personagens romanas, ele também reuniu algumas estrangeiras no final de alguns capítulos, muitas das quais dizem respeito a filósofos e reis famosos gregos.
Várias das histórias se relacionam com assuntos morais que se igualam aqueles do Antigo e Novo Testamento. Valério refere-se a suas histórias como "exemplos" que eram para ser usados como guia moral. O trabalho de Valério na preservação dos valores morais da República Romana do passado foi amplamente popular através do Iluminismo, de modo que, dentre os prosadores latinos legados pela Antiguidade, é um daqueles de cujo texto sobrevivem o maior número de manuscritos desse período. Seu trabalho foi especialmente usado como referência por autores e oradores profissionais, mas as pessoas também liam os Feitos como um guia prático para uma vida virtuosa.
É estimado que o trabalho de Valério nestes nove livros levou mais de uma década, tendo obtido material de Cícero, Tito Lívio, Salústio, Pompeu Trogo, Marco Terêncio Varrão e outros historiadores antigos. Cada um dos nove livros é dividido em vários capítulos (totalizando 91) que encobrem uma ampla variedade de assuntos retirados da vida romana e organizados conforme o foco em virtudes particulares, hábitos morais e imorais, práticas religiosas, superstições e tradições antigas. Esse trabalho é o uso mais antigo conhecido de um sistema de organização hierárquica para tópicos de um livro.

## Assuntos

### Presságios

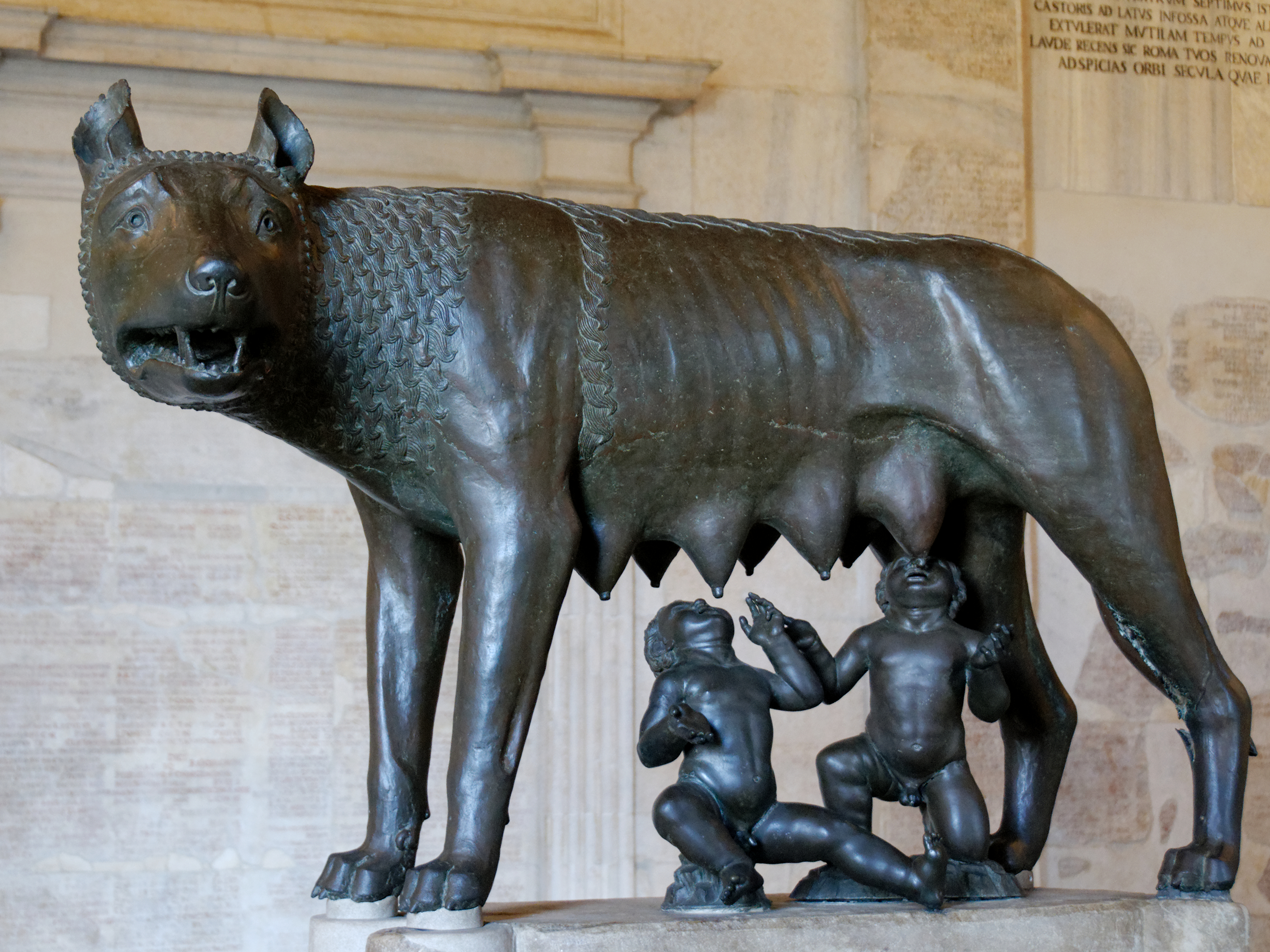
Lupa Capitolina: loba com Rômulo e Remo

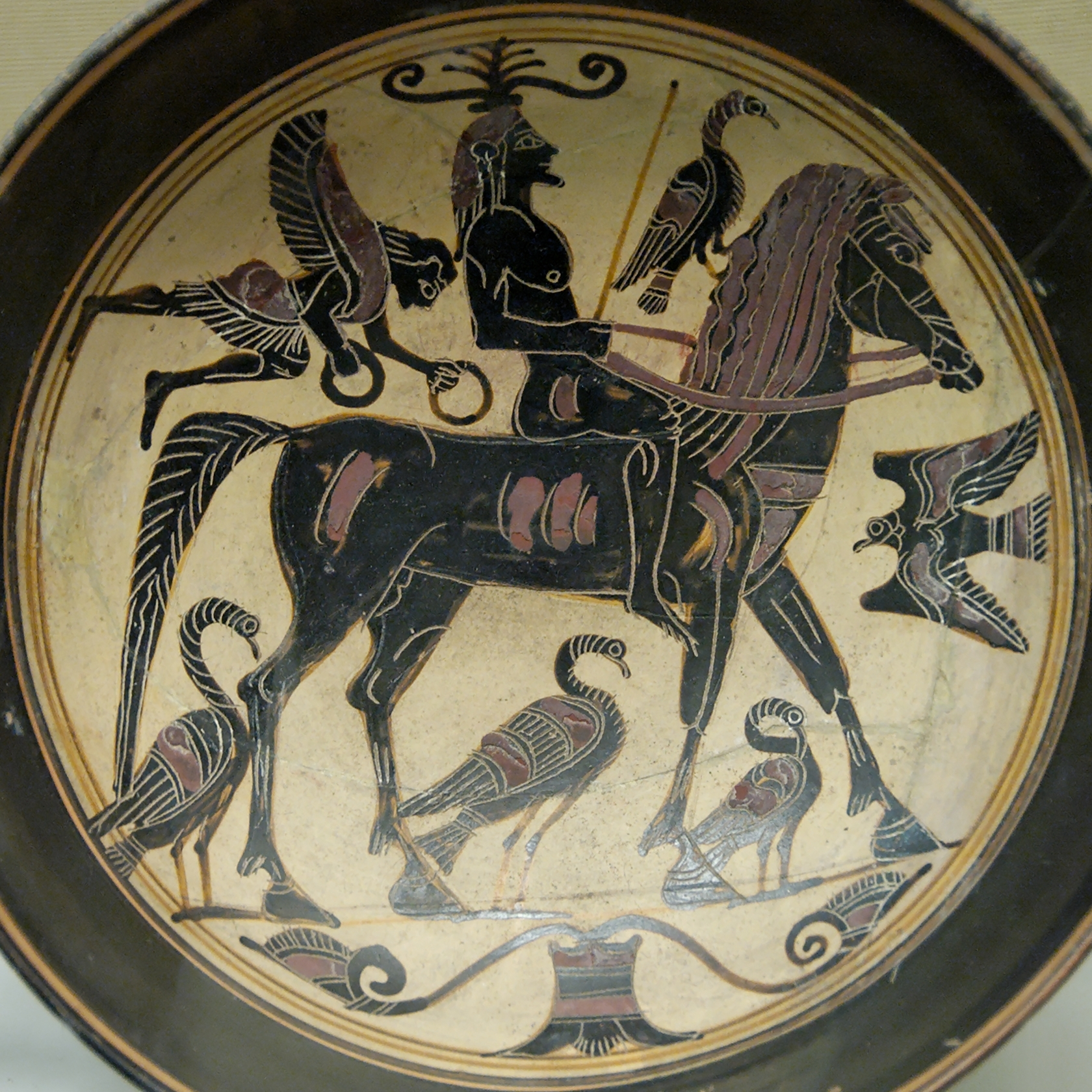
Um ginete rodeado por pássaros de bom augúrio, ao qual se aproxima uma Nice levando louros de vitória. Cílice lacônio de figuras pretas,

Um exemplo dos temas abordados por Valério são suas histórias sobre os presságios. Ele nota que a observância de presságios tinha conexão com a Religião na Roma Antiga dado que muitos homens acreditavam que eles eram da providência divina. Valério relata que os presságios desempenharam um importante papel quando Roma foi destruída pelos gauleses em 390 a.C., e o senado estava deliberando se dever-se-ia mover Roma para Veios ou reconstruir os muros da cidade. Enquanto a questão estava sendo deliberada algumas coortes retornaram de seu serviço de guarda. O centurião deles, então, começou a gritar no lugar de reunião, "porta-estandarte, levante o estandarte; este é o melhor lugar para nós ficarmos." A cidade foi reconstruída naquele mesmo lugar, pois interpretaram suas palavras como um presságio.

### Auspícios
No capítulo 4 do livro primeiro, Valério trata sobre a superstição em auspícios. Auspícios significam "observações de pássaros", advindo das palavras latinas avis (pássaro) e spicere (observar ou vigiar). Antes de fazer algo de grande importância, o romano "tomaria os auspícios" de modo a determinar o que os deuses aprovavam. Então, realizava-se a examinação do comportamento dos pássaros na fuga e alimentação, o qual era interpretado por um áugure como a vontade dos deuses.
Uma história romana que Valério transmite diz respeito à fundação de Roma por Rômulo e Remo. Relata-se que a fundação da cidade foi baseada em auspícios. Remo foi o primeiro a "tomar os auspícios" ao ver seus abutres, e Rômulo depois viu 12 abutres. Rômulo alegou que tinha uma reivindicação maior, pois viu uma quantidade maior, ainda que Remo tenha sido o primeiro a avistar os abutres.
Valério também registra uma história estrangeira neste tema para uma comparação: a fundação da cidade de Alexandria, no Egito. Esta foi fundada por Alexandre, o Grande em 331 a.C., tendo por arquiteto Dinócrates. Ele relata que quando Dinócrates estava indo desenhar uma grande cidade no Egito, ele não tinha cal para usar para escrever. Em vez disso, usou uma grande quantidade de cevada e organizou os planos no chão. Um grupo de pássaros veio de um lago próximo e comeu a cevada, o que o áugure egípcio interpretou como indício de abundância de alimentos para a futura cidade.

### Modéstia

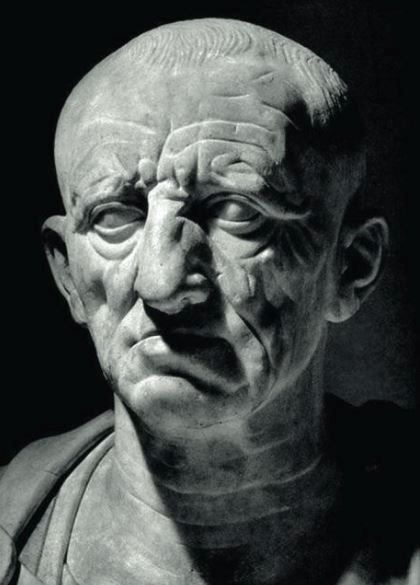
Busto de

Valério escreve sobre o tema da modéstia no capítulo 5 do livro 4, abordando, por exemplo, o fato de que não havia assentos separados para os Pais Conscritos (senadores romanos) no teatro. Isso ocorreu dos primórdios de Roma no século VIII a.C. até o tempo do consulado de Cipião Africano e Tibério Semprônio Longo em 194 a.C. Apesar disso, nenhum membro da plebe sentou em frente aos Pais Conscritos. Seu respeito por esta tradição também foi mostrada quando um dia Lúcio Quíncio Flaminino sentou-se muito atrás no teatro: ele foi situado ali, pois foi removido do senado romano por Catão, o Velho e Lúcio Valério Flaco. Flaminino já havia mantido o ofício de cônsul e era o irmão do Tito Quíncio Flaminino (cônsul em 198 a.C.), que tinha derrotado Filipe V da Macedônia (r. 221–179 a.C.) na Segunda Guerra Macedônica em 197 a.C. Apesar de sua expulsão, em respeito a sua proeminência, toda a audiência colocou Flaminino à frente de modo que nenhum estivesse em sua frente.
Valério ilustra outra história de modéstia quando ele escreve sobre Caio Terêncio Varrão. Varrão devastou a República Romana quando começou a batalha de Canas contra Aníbal, uma das piores batalhas da história registrada. Seu senso de vergonha não o permitiu aceitar a ditadura, embora fosse oferecida a ele, pois as pessoas da república atribuíram a grande derrota à ira dos deuses. Na inscrição sob sua máscara mortuária é mostrado que seu bom caráter lhe trouxe mais honra que muitos dos homens que tornar-se-iam ditadores.
Valério relata outra história de modéstia quando o rei Hierão II de Siracusa ouviu sobre a desastrosa derrota romana na batalha do Lago Trasimeno. Ele imediatamente enviou 70 000 alqueires de trigo, 50 000 de cevada e c. 190 quilos de ouro. Para que o ouro fosse aceito, ele apresentou-o na forma de uma estátua da Vitória, e os romanos aceitaram-na por motivos religiosos.

### Maternidade e paternidade

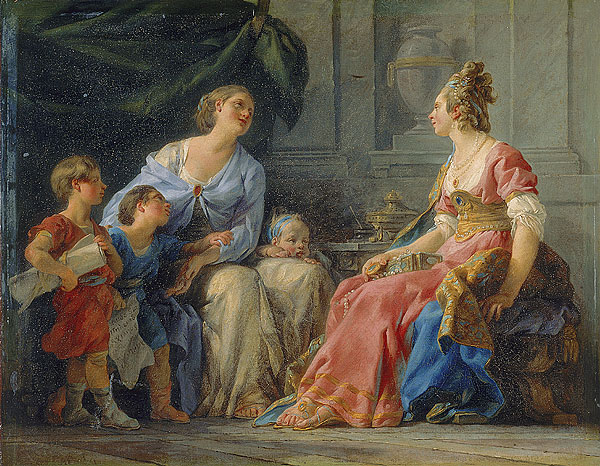
Pintura do século XVIII retratando Cornélia proclamando "estas são minhas joias" em referência a seus filhos

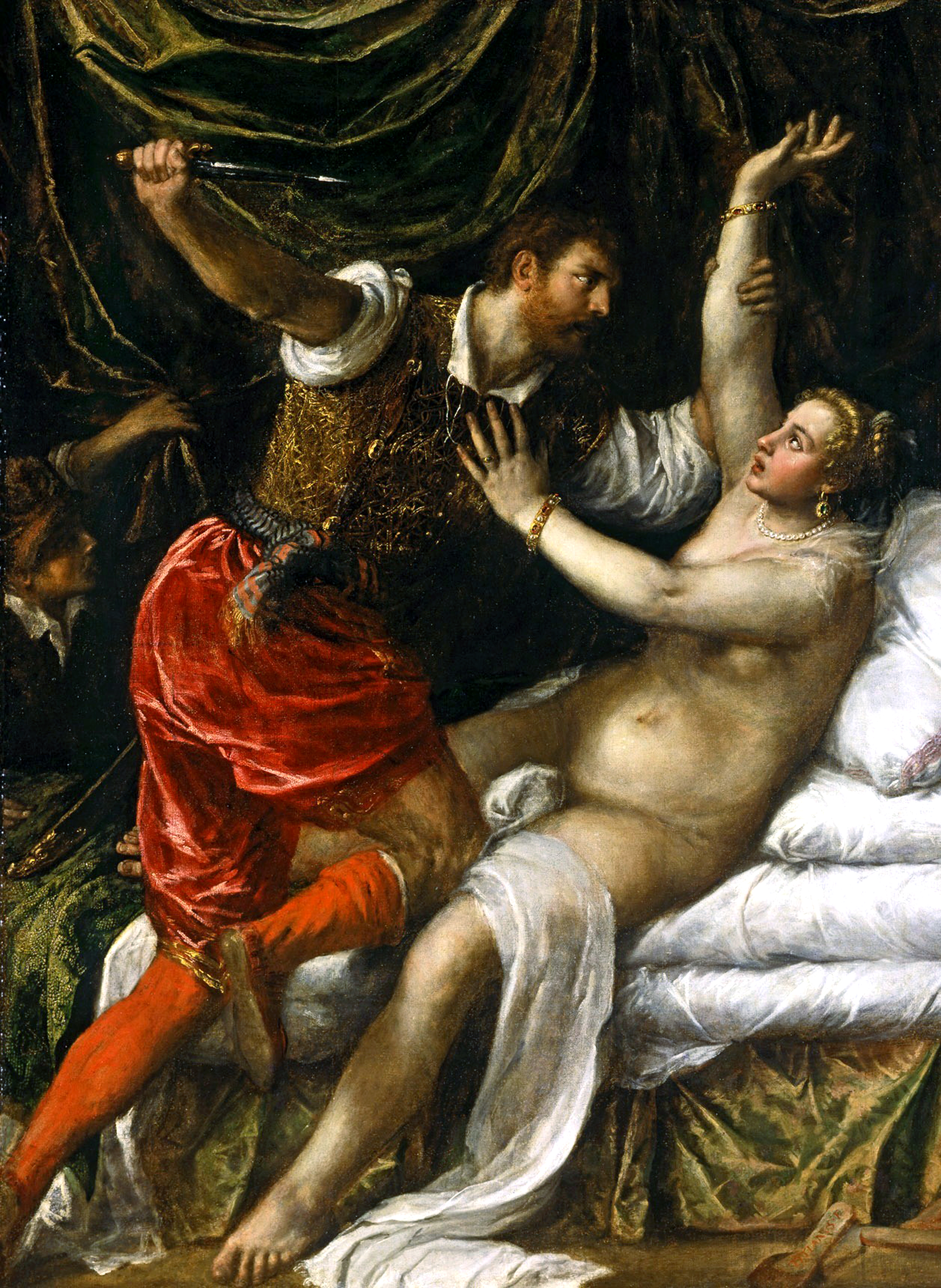
Pintura de Ticiano sobre o estupro de Lucrécia

Outro exemplo dos temas de Valério é quando escreve histórias sobre os pais romanos e a afeição deles para com suas crianças, como, no capítulo 4 do livro 4, quando, ao tratar da pobreza, relata a história dos irmãos Gracos, Caio e Tibério. Nesta história é relatado como um dia Cornélia Africana, a mãe deles (ela era filha de Cipião Africano), foi incomodada por uma dama hóspede que estava exibindo suas elegantes joias. Cornélia pacientemente suportou essa dama até seus filhos virem para casa da escola. Então, apresentando-os à dama, ela proclamou orgulhosamente: "estas são minhas joias."
Outro exemplo, no capítulo 8 do livro 8, é sobre o filósofo Sócrates. demonstrando um lado íntimo que não competia com sua estatura, pois, como Valério coloca, nenhuma parte da sabedoria foi escondida dele. Ele mostra como Sócrates fez um cavalinho de pau de cana para seus filhos. Ele então brincou com eles mostrando o lado parental de Sócrates.
Valério escreve muitas histórias de outros pais romanos que geralmente são contrários à imagem estereotipada de serem brutais e ríspidos. Alguns destes exemplos estão no capítulo 7 do livro 5 intitulado "O amor e indulgência dos pais com seus filhos". Ele escreve que os pais reais são aqueles que são benignamente permissivos e mostram indulgência, relatando com deleite que este tipo de pai poderia ser encontrado nas ruas de Roma e que estes pais eram tão gentis quanto pais em uma comédia. Ele descreve, contudo, no capítulo 8 do livro 5 sobre pais que eram severos com seus filhos e alguns pais romanos abusivos que eram patriarcas tirânicos matando e assassinando outros, incluindo aqueles de seu próprio sangue, não mais desempenhando o papel de pais amorosos.
Valério escreve de Lúcio Júnio Bruto, que matou seus filhos por falharem em seus deveres militares, deixando o papel de um pai e atuando como cônsul. Outros exemplos dessa mudança de função podem ser encontrados no livro 6. No capítulo 1.5, em que Valério conta a história de Quinto Fábio Máximo Eburno, Eburno tinha mantido os mais altos ofícios públicos com grande esplendor e terminou sua carreira com muita dignidade; contudo, ele tinha punido seus filhos por sua castidade duvidosa. No capítulo 1.6, Valério escreve sobre Públio Atílio Filisco, que foi abusado quando criança. Quando ele tornou-se adulto, Filisco tornou-se um pai rigoroso sobre a castidade. Ciente dos atos sexuais pré-matrimoniais de sua filha, ele assassinou-a.

### O papel da mulher
No livro 6, ao tratar da Castidade, relata o estereótipo feminino como sendo bem-comportada e que enfrentaria a morte em vez da desonra. Uma história é a de Lucrécia no capítulo 1.1. Ele escreve que ela foi violentamente forçada a fazer sexo com Sexto Tarquínio, o filho do rei Tarquínio, o Soberbo. Lucrécia não pôde suportar a desgraça e cometeu suicídio. Outro exemplo é sobre Hipona, uma mulher grega que também cometeu suicídio para não ser estuprada. Valério até mesmo escreveu no livro 2, capítulo 6.14, de como o sati era uma prática modelar admirável para todas as mulheres seguirem em seu dia.

### Homossexualidade
Valério escreveu sobre a homossexualidade, abordando a homossexualidade masculina no exército romano e a classe superior. Ele não relata a homossexualidade feminina, como alguns escritores fizeram naquele período.

### Exército romano

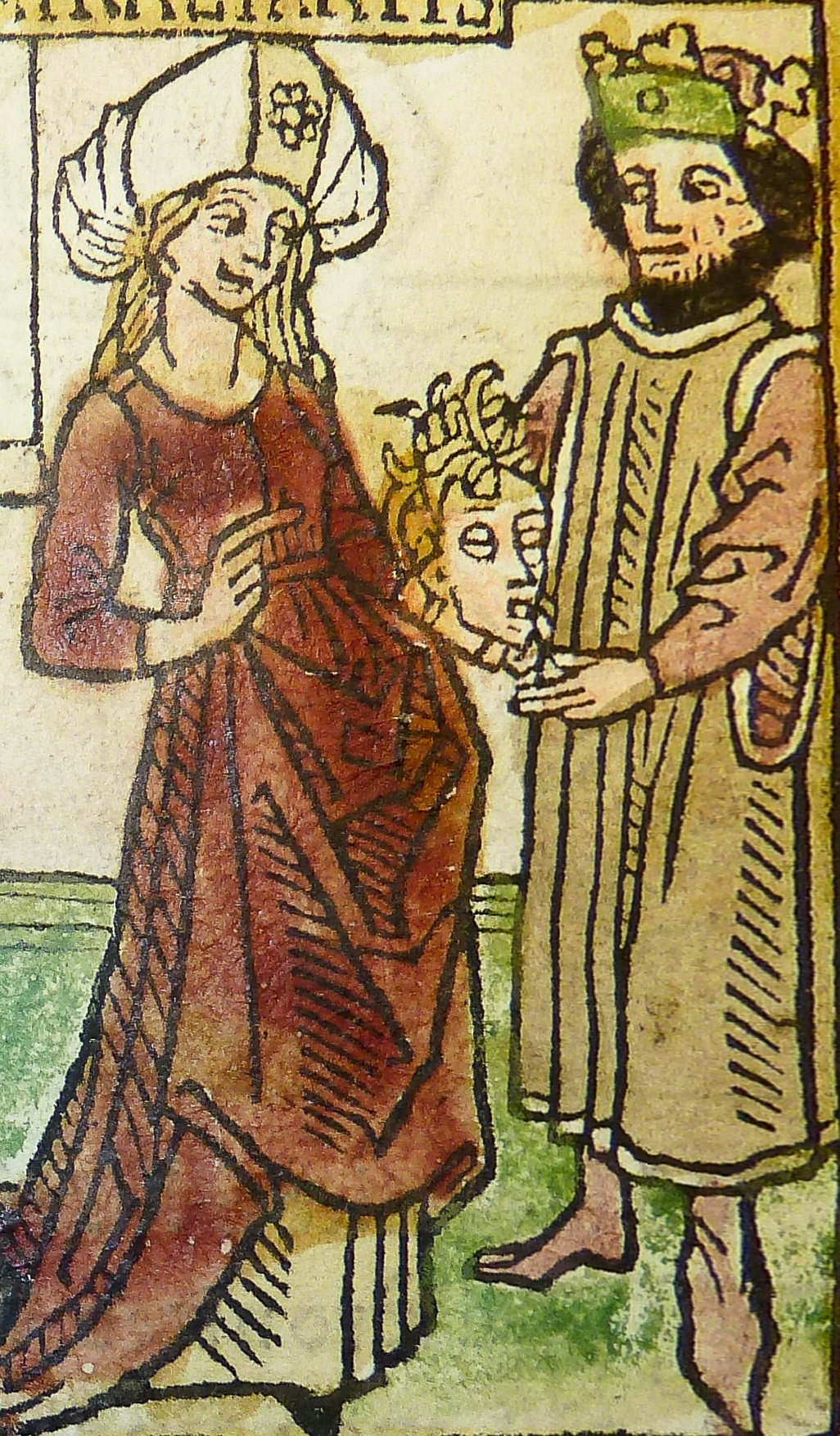
Xilogravura de Quiomara impressa por Johannes Zainer c. 1474

Nas histórias do exército romano, Valério sempre relata personagens militares do alto escalão tomando vantagem de sua posição. No capítulo 1.10 do livro 6, Valério conta a história de Caio Cornélio. Ele foi recompensado quatro vezes com o posto de centurião sênior de sua legião por seus superiores. Contudo, Caio Pescênio, um triúnviro capital (em latim: triumvir capitalis) em 149 a.C., lançou-o na cadeia algemado e acorrentado por ter relações sexuais com um jovem nascido livre. Cornélio não negou as acusações e estava preparado para fazer um sponsio (garantia legal). Ao fazê-lo, Cornélio estava fazendo uma declaração e apresentando uma quantia em dinheiro como garantia da verdade. Segundo a declaração dele, o jovem abertamente e de bom grado vendeu seu corpo por dinheiro. Os tribunos recusaram-se a permitir isso, uma vez que eles pensavam que soldados da República Romana não deveriam fazer acordos nos quais eles podiam pagar por prazeres domésticos enfrentando perigos no exterior. Cornélio passou o resto de sua vida em prisão.
No capítulo 1.11 do livro 6, Valério conta a história de Marco Letório Mergo. Comínio e um tribuno da plebe convocaram Mergo, um indivíduo de carreira militar sênior, diante do povo devido às suas relações sexuais com homens e mulheres jovens fora de seu casamento. Ele foi processado e enviado à prisão.
No capítulo 1.12 do livro 6, Valério conta a história de Quiomara. Quiomara era a esposa de Ortíago de Galácia. Durante a Guerra Gálata contra a República Romana, em 189 a.C., Cneu Mânlio Vulsão conseguiu vencer e subjugar todos os gálatas. Um de seus centuriões foi encarregado de um grupo de cativos. incluindo Quiomara, a quem ele violentou. O centurião então solicita um resgate por ela a seus familiares. Depois de receber o resgate, enquanto contava as moedas de ouro, Quiomara sinalizou aos que foram buscá-la para que o matassem e cortassem a sua cabeça. Ela depois presenteou seu marido com a cabeça do centurião.

### Visões políticas

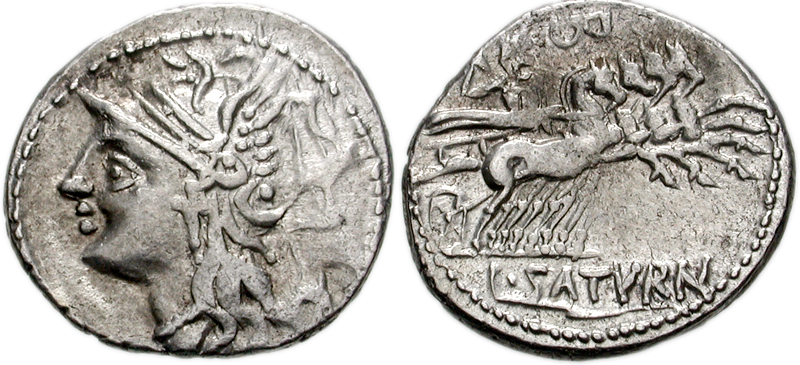
Moeda cunhada por Lúcio Apuleio Saturnino

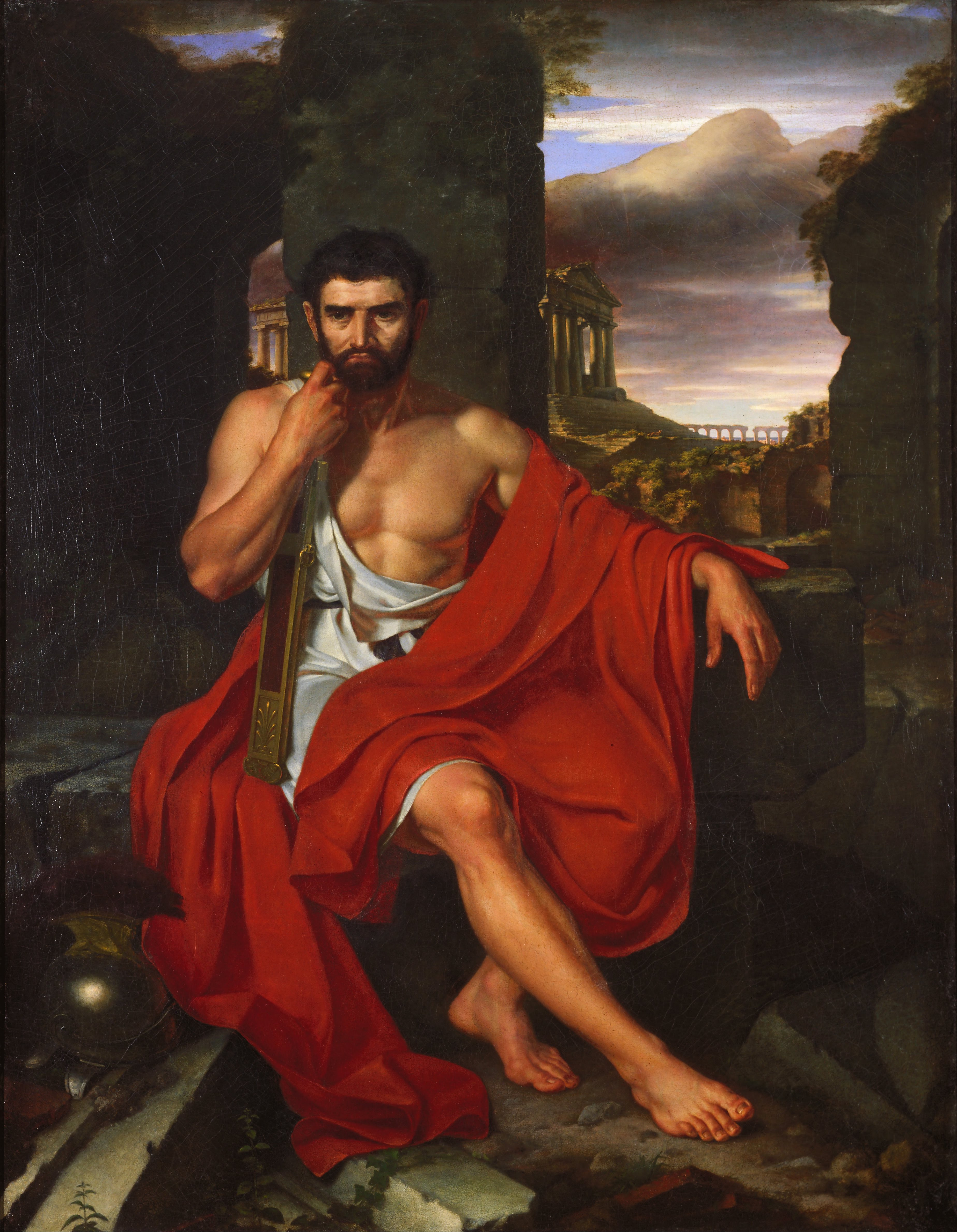
"Mário em meio as Ruínas de Cartago" por John Vanderlyn

As visões políticas de romanos ordinários basicamente não foram escritas por muitos dos escritores antigos. Valério, contudo, aborda os costumes populares de Roma como uma sociedade democrática.
Um exemplo de como visões políticas eram percebidas em seus dias está na história sobre Sexto Tício, que manteve uma pintura em sua residência de um radical morto chamado Lúcio Apuleio Saturnino, que era popular devido a uma nova reforma agrária que ele havia proposto; Tício acabou processado e punido devido à pintura e às suas visões políticas. Ele escreve que os romanos sentiam uma lealdade pessoal para a memórias destes reformadores (como os irmãos Graco). A assembleia dos plebeus sentia que esta memória podia ser desviada se houvesse uma associação ao radicalismo.
Muitas vezes houve impostores que disseram serem filhos de líderes populistas como Tibério, Caio Mário, Graco e Públio Clódio Pulcro. As pessoas de Roma amavam-nos. De fato, ele relata que alguém alegou ser o neto de Caio Mário e atraiu uma multidão como o próprio César obteria.
Valério relata as atitudes da aristocracia e o desprezo a que a classe mais baixa foi submetido pela elite romana. Ele demonstra isso com a história sobre Cipião Emiliano. Certo dia Cipião pregou a um grupo de plebeus que, basicamente, eles estavam nada mais do que apenas um nível acima de ser escravos. Ele contou-lhes que nem mesmo mereciam chamar a Itália de lar deles. Valério mostra um conceito similar com Públio Cornélio Cipião Násica Serapião. A história diz que Násica tratava um homem pobre como ridículo e desprezível, pois suas mãos eram muito ásperas para trabalhos manuais. Valério escreve ainda outro exemplo em que a aristocrata Cláudia esperava mais das pessoas comuns romanas para terminar a Primeira Guerra Púnica.

### Generosidade
Valério deu exemplo de generosidade no capítulo 8 do livro 5. Valério escreve que generosidade é dada para aqueles que são pobres. A palavra latina para generosidade é liberalitas, enquanto o deus do vinho é Líber, e ambas as palavras originaram-se de liber, significando "livre". Aqui ele conta a história de como os romanos, após capturarem a Ásia do rei Antíoco III, o Grande (r. 222–187 a.C.) em 190 a.C., eles deram uma grande porção dos territórios para o rei aliado deles Eumenes II de Pérgamo (r. 197–159 a.C.) como um presente permanente.
Outro exemplo da generosidade que Valério escreve sobre ocorre após os romanos derrotarem Filipe V da Macedônia (r. 221–179 a.C.). Em 196 a.C., os gregos tinham os Jogos Ístmicos. Aqui Tito Quíncio Flaminino proclamou a independência dos Estados gregos do governo macedônio. Nos jogos, o estádio estava cheio de pessoas. e Tito pediu que o arauto fizesse a seguinte proclamação: "o senado e povo romano, e Tito Quíncio Flaminino, seus generais, tendo vendido os macedônios e Filipe, o rei deles, ordenam que a Grécia deve estar livre de guarnições estrangeiras, não sujeitas a tributos, e deve viver sob seus próprios costumes e leis."

### Bondade e compaixão

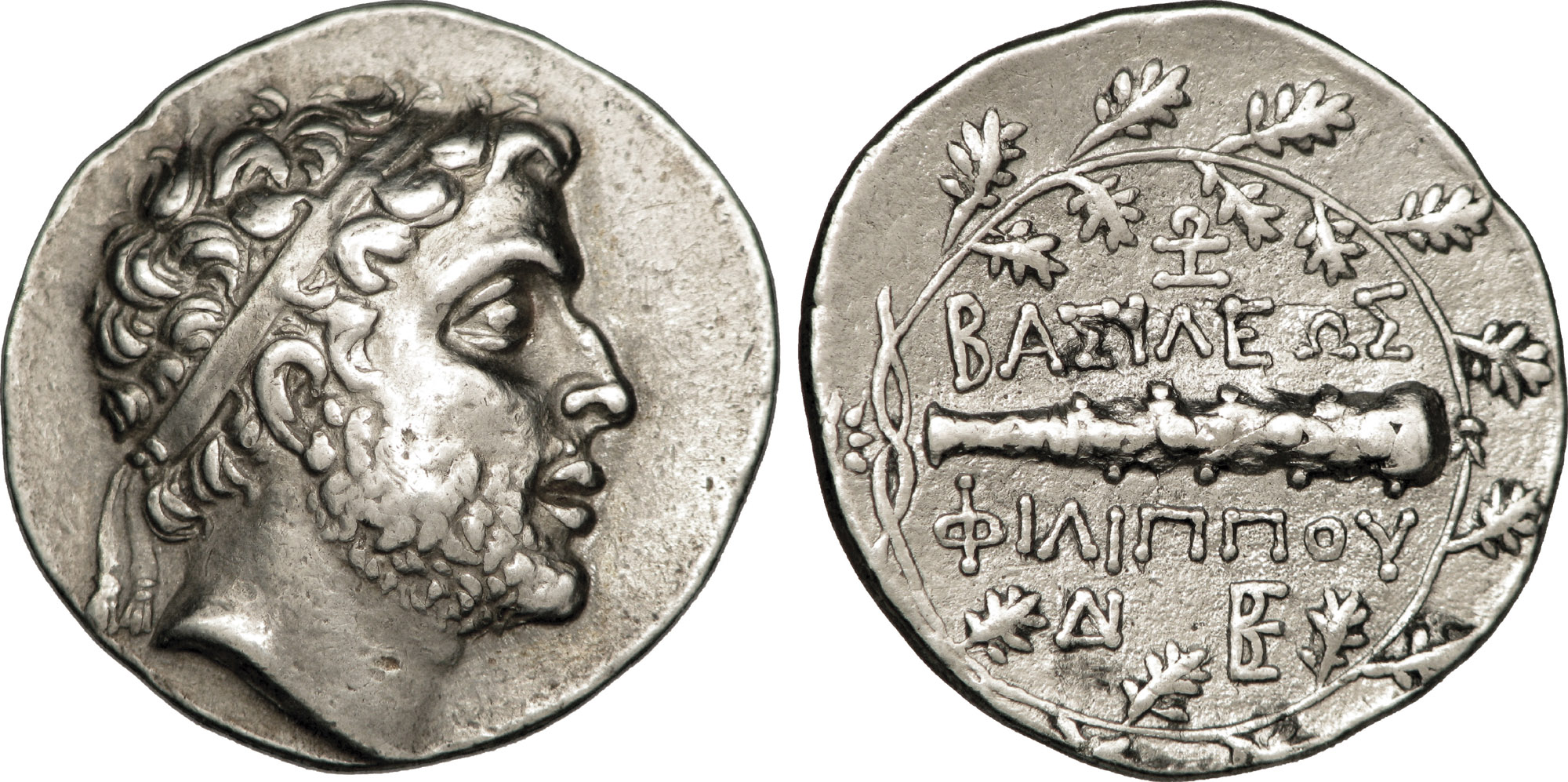
Dracma de r.

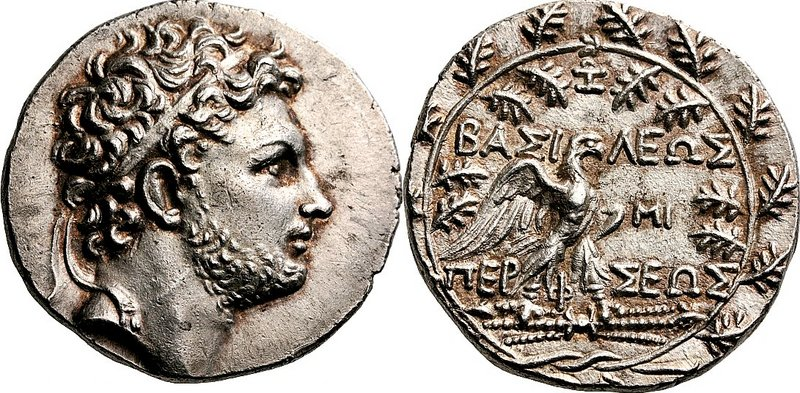
r.

Os temas no capítulo 1 do livro 5 são a bondade e compaixão; Valério deu vários exemplos baseados nestes conceitos. Ele considerou-os virtudes menores que a generosidade, embora companheiras dela. Valério escreve quea  bondade é mostrada para aqueles que estão em pedido, e compaixão é para aqueles cuja sorte virou-se com eles. Ele considerou a generosidade como tendo ela derivado seu nome de um deus, e deve receber a maior aprovação destas três.
Um exemplo de generosidade, bondade e compaixão ocorre quando o senado romano recebeu a oferta de uma grande soma em resgate para a libertação de 2 743 soldados cartagineses e recusou-a. O senado libertou os soldados aos representantes que tinham vindo pegá-los e perdoou seus crimes. Os representantes estavam atônitos e mesmo admitiram que eles mesmos não teriam sido tão bondosos e generosos.
Outra história romana na qual Valério escreve sobre bondade é quando o rei Sífax da Numídia Ocidental morreu na prisão em Tibur (moderna Tivoli, Itália) em 201 a.C., e o senado deu-lhe um funeral estatal com uma tumba apropriada. Outra história similar na qual Valério escreve sobre compaixão é quande o senado enviou um questor para Alba Longa (no Lácio) em 167 a.C. Lá, o rei Perseu da Macedônia (r. 179–168 a.C.) foi banido e morreria logo depois. Eles queriam dar-lhe honras e providenciar um funeral estatal a ele.

### Gratidão

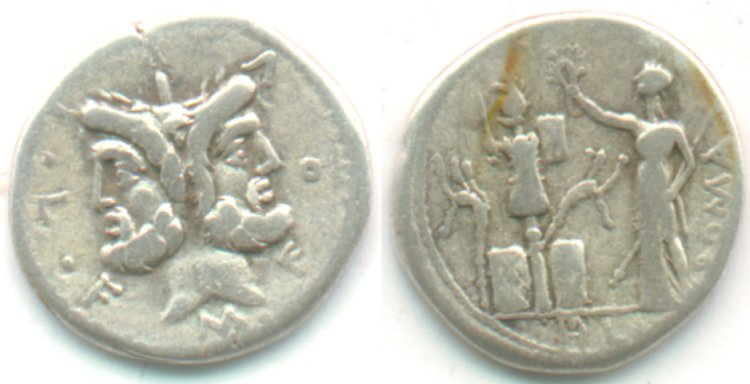
Denário de Fábio Máximo

Valério dá exemplos de gratidão no capítulo 2 do livro 5. Um exemplo é quando Valério escreve sobre como Cápua estava sendo sitiada por Quinto Fúlvio Flaco; havia duas mulheres campanianas que tinham sentimentos bondosos por Roma. Elas devotaram muito de seu tempo e propriedade para o benefício dela. Uma era Véstia Ópia, uma mulher casada com uma família, que trabalhou todos os dias para o exército romano. Outra era Clúvia Fácula, uma prostituta, que forneceu comida aos prisioneiros de guerra romanos. Quando Cápua foi derrotada, o senado romano devolveu a liberdade e propriedade delas e as recompensou. Estas mulheres foram louvadas em uma importante reunião do senado em 210 a.C.
Valério deu outro exemplo de gratidão quando escreveu de Quinto Fábio Máximo Verrucoso (c.  280–203 a.C.), chamado "o Temporizador" (Cunctator). Fábio morreu em 203 a.C. após ser cônsul por cinco mandatos. Muitas pessoas de Roma generosamente deram dinheiro para seu funeral em gratidão por sua liderança. Quando ainda estava vivo, para mostrar a gratidão de seu excelente serviço para o povo romano, um referendo das plebes deu poder igual para seu mestre da cavalaria Marco Minúcio Rufo como co-ditador em 217 a.C.

### Ingratidão

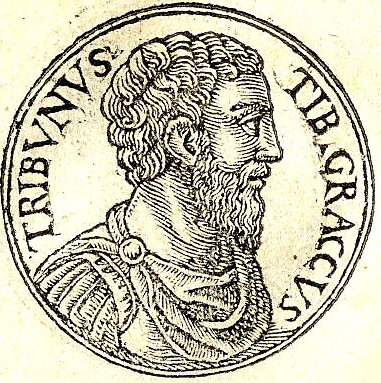
Tibério Graco

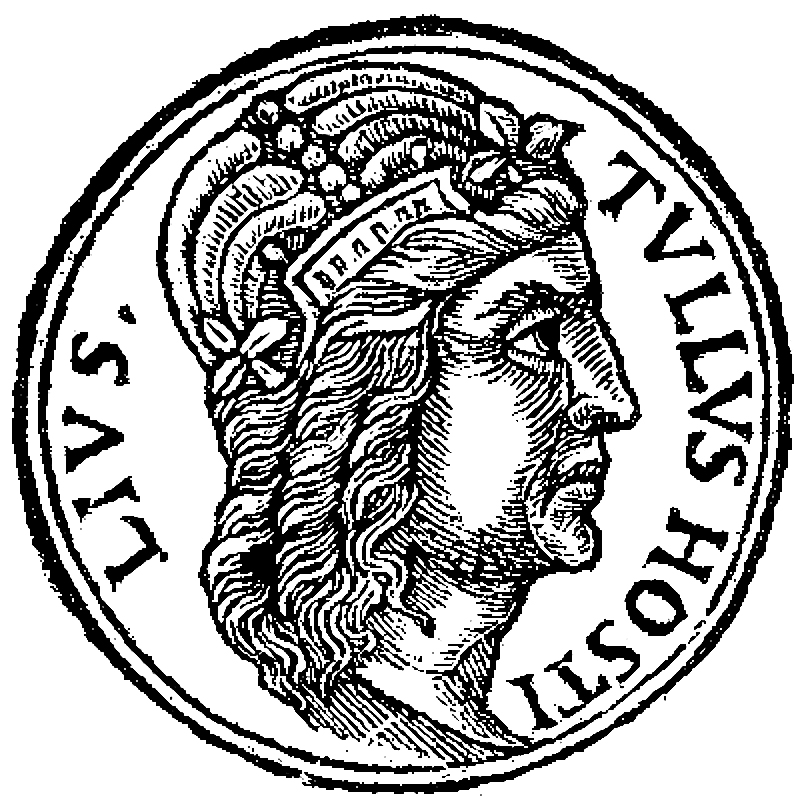
Túlio Hostílio

Valério tratou o tema da ingratidão no capítulo 3 do livro 4. Valério escreveu que Cipião Emiliano, neto do famoso general Cipião Africano, tinha destruído duas cidades maiores, Numância e Cartago, que eram grandes ameaças para Roma. Contudo, mais tarde ele encontrou a morte em Roma em circunstâncias misteriosas em 129 a.C. Nunca houve alguém no Fórum Romano que vingou sua morte.
Valério escreveu de outro exemplo de ingratidão em relação a Públio Cornélio Cipião Násica Serapião. Násica, um pontífice máximo, tinha liderado um grupo de senadores conservadores do senado romano para matar o tribuno populista dos plebeus Tibério Graco em 133 a.C. Ele logo depois teve que se retirar da vida pública, pois o povo de Roma tinha julgado seus méritos injustamente. Násica foi para Pérgamo ostensivamente como um diplomata e nunca retornou. Ele morreu lá, mas nunca perdeu seu país, pois o povo romano era tão ingrato para o que ele considerou um grande feito que ele tinha feito a eles.

### Crimes infames
Valério escreve vários exemplos de crimes infames no capítulo 1 do livro 8 e como eles se relacionam com o ciúme. Um exemplo relatado afirma que Marco Horácio foi considerado culpado de matar sua irmã. Horácio foi absolvido do crime quando ele apelou ao público. Em uma batalha defendendo Roma, Horácio derrotou os irmãos Curiácios e os matou. Sua irmã estava prometida a um deles e chorou copiosamente, ouvindo de sua morte. Horácio então matou-a devido ao seu amor ao inimigo. As pessoas de Roma achavam que esta era uma punição severa, porém justa ao invés de um crime real da República Romana. Horácio recebeu glória por não apenas matar os irmãos Curiácios, inimigos, mas por matar sua irmã. Neste caso o povo romano estava agindo como o guardião estrito da castidade.
Outro caso relatado por Valério em que o povo romano estava agindo como um juiz injusto ocorre quando Sérvio Sulpício Galba estava sendo duramente denunciado na rostra por Lúcio Escribônio Libão, tribuno da plebe em 149 a.C. Catão, o Velho apoiou as acusações do tribuno em um grande discurso em uma assembleia romana como é relatado em suas Origens. Galba cometeu um crime de guerra atroz contra os lusitanos. Ele tinha feito um acordo de paz com eles, mas então massacrou 8 000 deles enquanto era governador da Hispânia em 150 a.C. Galba, sendo um grande orador em seu próprio direito, tinha nenhuma defesa real para seus crimes. Através de suborno e trazendo seus filhos e a criança órfã de um parente diante do público em um discurso de misericórdia, ele procurou sua absolvição.
Outro caso onde Valério registra crimes da história antiga é sobre Caio Coscônio, pretor em 89 a.C. e governador da Ilíria de 78 a 76 a.C. Ele foi acusado de desgoverno sob a Lei Serviliana em 101 a.C. Não houve dúvida que ele foi culpado; contudo, ele recitou um poema sobre seu acusador, Valério Valentino, e conseguiu uma absolvição. O poema era sobre como Valério seduziu um jovem em uma toga listrada e uma jovem mulher liberta. Valério foi então condenado pela absolvição de Coscônio.

### Comportamento ultrajante

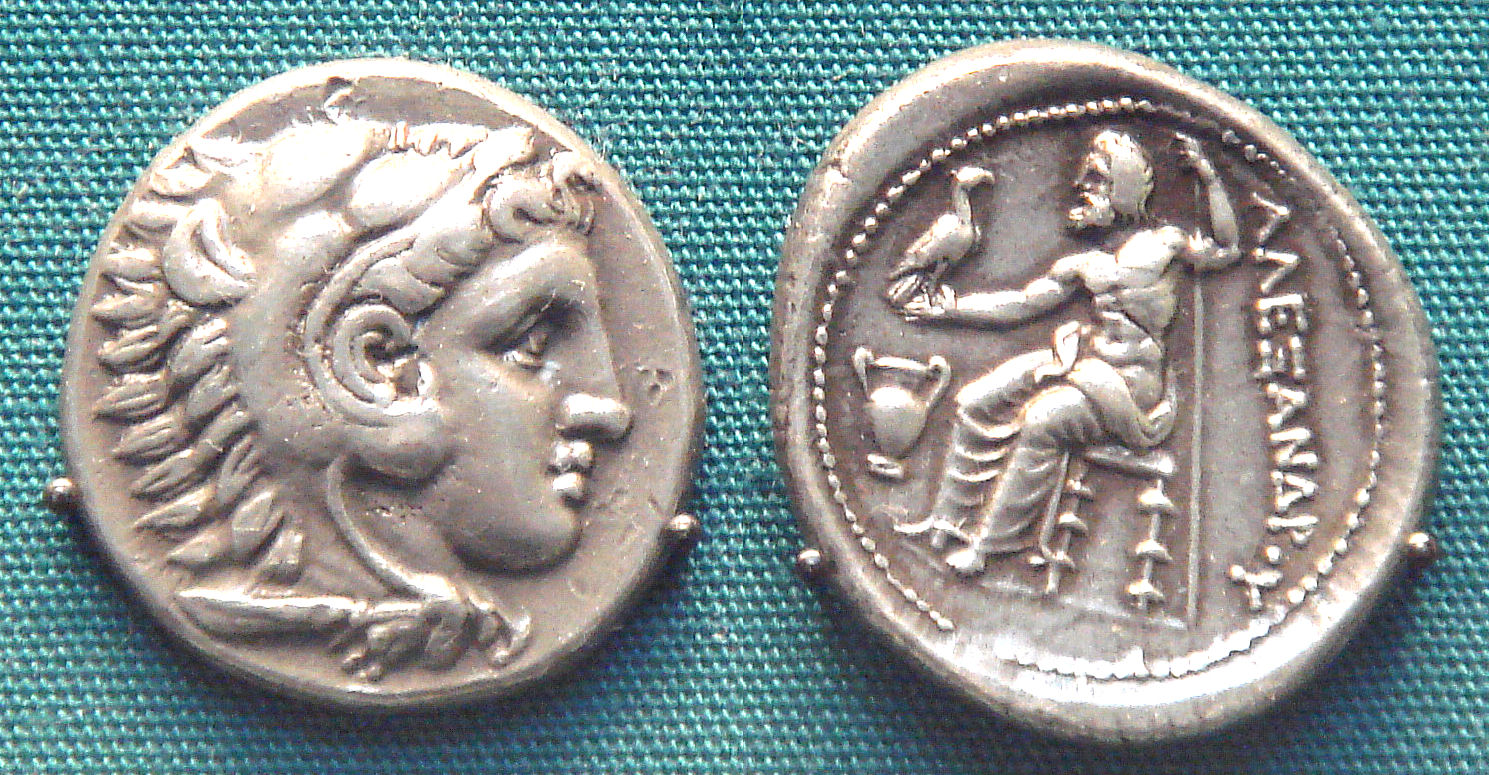
Dracma de

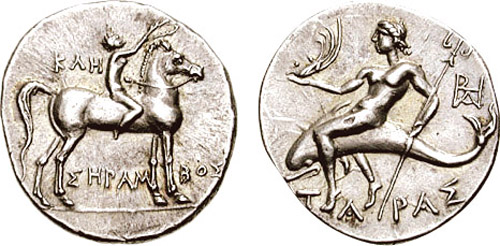
Dracma de Aníbal de Tarento

Valério relata no capítulo 5 do livro 9 sob Histórias Estrangerias que Alexandre, o Grande teve três estágios de arrogância: o primeiro, ao ele desprezar seu pai Filipe II da Macedônia e clamar que Júpiter Amom era seu pai verdadeiro; o segundo, adotar o vestir e o comportamento dos persas, o terceiro, ao alegar ser um deus, e não um ser humano.
Valério escreve outra história estrangeira sobre Xerxes I. Para mostrar seu comportamento ultrajante e arrogância, ele conta como Xerxes convocou todos os líderes da Ásia. Quando estava para declarar guerra à Grécia, ele contou-lhes, "Eu não quero [que] as pessoas pensem que eu estou agindo em minha própria iniciativa, então eu trouxe vocês juntos aqui. Mas lembrem-se de que esse é seu dever de obedecer-me em vez de persuadir-me." Valério relata que na invasão Xerxes sofreu tamanha derrota que alguém poderia perguntar se suas palavras já eram tão arrogantes e estúpidas.
Valério ainda escreve sobre outra história estrangeira de Aníbal e quão arrogante ele estava após seu sucesso na batalha de Canas. Ele conta como Aníbal teve um delírio de grandeza e então não recebeu qualquer dos seus concidadãos diretamente. Ele apenas comunicou através de um intermediário e insultou seu comandante de cavalaria Maárbal, que tinha dito na frente de sua tenda em voz alta que ele tinha planejado as coisas de modo que Aníbal estaria jantando no Capitólio de Roma dentro de alguns dias.